# Jamie Brewer
Jamie Brewer (n. 5 februarie 1985, California, SUA) este o actriță americană. Ea este cel mai bine cunoscută pentru rolurile sale în programul FX - serialul American Horror Story. În primul său sezon, American Horror Story: Casa Crimei, a jucat-o pe Adelaide "Addie" Langdon, fiica unui antagonist principal, Constance Langdon, în cel de-al treilea sezon, American Horror Story: Coven, a jucat-o pe Nan, o vrăjitoare clarvăzătoare și cititor de gânduri; în al patrulea sezon din American Horror Story: Freak Show, ea a reprezentat  viziunea lui Chester Creb despre păpușa sa, Marjorie, iar în cel de-al șaptelea sezon American Horror Story: Cult, a jucat-o pe Hedda, membru original al echipajului 'SCUM', condus de feminista Valerie Solanas.

## Model
Brewer a fost primul model cu sindromul Down care a defilat pe podiumul din New York Fashion Week.

## Activismul
Brewer a fost activă în comunitatea sindromului Down. Ea este cea mai tânără persoană cu această condiție care a fost aleasă președinte al ARC din Fort Bend. De acolo, ea a fost numită în Consiliul de stat ARC Texas, apoi a fost aleasă în Consiliul Executiv ca Trezorier. Brewer a fost apoi rugată să servească la Comitetul pentru afaceri guvernamentale ARC pentru statul Texas și, în timp ce se afla în comisie, a vorbit cu senatorii din capitala statului Texas pentru a-i convinge să treacă legea pentru Texas pentru a elimina cuvântul "retardat" din legislația de stat și pentru a îmbunătăți recunoașterea nevoilor persoanelor cu dizabilități în stat. 
Efortul a fost unul de succes și Texas utilizează în prezent termenul "dizabilități pentru dezvoltare intelectuală" în legislația lor.
Brewer este implicată în mai multe organizații non-profit, inclusiv DSALA, DSiAM, BTAP, Best Buddies International, American Association of People with Disabilities din Statele Unite și Civitan International.

## Filmografie

### Film
| An   | Titlu             | Rol     | Note                              |
| ---- | ----------------- | ------- | --------------------------------- |
| 2017 | Whitney's Wedding | Whitney | Short film                        |
| 2017 | Kill Off          | Sonja   | Short film                        |
| 2019 | My Next Breath    | TBA     | Documentary film; post-production |
| TBA  | Turnover          | Gina    | Pre-production                    |

### Televiziune
| An        | Titlu                               | Rol              | Note                                                   |
| --------- | ----------------------------------- | ---------------- | ------------------------------------------------------ |
| 2011      | American Horror Story: Murder House | Adelaide Langdon | Recurring role; 6 episodes                             |
| 2013      | Southland                           | Amanda           | Episode: "Heat"                                        |
| 2013–2014 | American Horror Story: Coven        | Nan              | Recurring role; 9 episodes                             |
| 2015      | American Horror Story: Freak Show   | Marjorie         | Guest role; 2 episodes                                 |
| 2015      | Switched at Birth                   | Teacher's Aide   | Episode: "Between Hope and Fear"                       |
| 2017      | American Horror Story: Cult         | Hedda            | Episode: "Valerie Solanas Died for Your Sins: Scumbag" |
| 2017      | Love You More                       | Maggie           | Television film                                        |